# بابوشکا (ترانه)
«بابوشکا» (به انگلیسی: Babooshka) ترانه‌ای از کیت بوش و یکی از تک‌آهنگ‌های آلبوم هرگز تا ابد است که در سال ۱۹۸۰ منتشر شد. با وجود این‌که ویدئوی غیر متعارف «بابوشکا» با بی‌مهری یک شبکهٔ تلویزیونی بریتانیایی مواجه شد، ترانه در زمان انتشارش تا ردهٔ پنجم جدول تک‌آهنگ‌های بریتانیا صعود کرد و موفق‌ترین اثر بوش پس از «بلندی‌های بادگیر» بود. «بابوشکا» بیستمین تک‌آهنگ پرفروش استرالیا در سال ۱۹۸۰ میلادی بود.
ترانه در مورد زنی است که غرق در سوءتفاهم و بدگُمانی شده و می‌خواهد وفاداری همسرش را بیازماید؛ بنابراین با نام مستعار «بابوشکا» نامه‌هایی را از جانب یک زن جوان‌تر برای شوهرش می‌فرستد. وحشت زن از این‌که شوهرش دیگر او را جوان و جذاب نمی‌بیند با این جمله‌ها بیان می‌شوند: «کاملاً شبیه همسرش قبل از اینکه از چشمش بیفتد / کاملاً شبیه همسرش زمانی که او زیبا بود». شوهر جذب شخصیت «بابوشکا» می‌شود چون او را به‌یاد همسرش در جوانی می‌اندازد و در نهایت ترس زن باعث می‌شود ازدواجش نابود شود.
موزیک ویدئوی «بابوشکا» بوش را در حال اجرای ترانه و رقص با یک دابل باس نشان می‌دهد که نمادی از همسر اوست. بوش در بخش‌هایی که از زبان زن شکاک سخن می‌گوید سر تا پا سیاه‌پوش است و جایی که به «بابوشکا» می‌رسد لباسی عجیب، شبیه به اساطیر روسی بر تن دارد.

## موقعیت در جدول‌های فروش
| چارت موسیقی (۱۹۸۰)                     | بالاترین جایگاه |
| -------------------------------------- | --------------- |
| جدول‌های ای‌آرآی‌ای استرالیا              | ۲               |
| ۱۰۰ تک‌آهنگ برتر هلند                   | ۲۴              |
| ۴۰ آهنگ برتر هلند                      | ۱۵              |
| سندیکای ملی انتشارات صوتی‌تصویری فرانسه | ۵               |
| جدول تک‌آهنگ‌های آلمان                   | ۱۴              |
| جدول تک‌آهنگ‌های اسرائیل                 | ۵               |
| جدول تک‌آهنگ‌های ایرلند                  | ۵               |
| جدول رسمی موسیقی نیوزیلند              | ۸               |
| وی‌جی-لیستای نروژ                       | ۴               |
| رادیو اسپرینگ‌باک آفریقای جنوبی         | ۱۲              |
| آفیشال چارتس بریتانیا                  | ۵               |